# Petr Vágner
Petr Vágner (* 1. září 1977 Bílovec) je český herec, moderátor, dabér a model. 

## Životopis
Vystudoval Střední odbornou školu polygrafickou v Praze a následně ještě Vyšší odbornou školu hereckou v Praze. Působil jako DJ a moderátor na rádiu Evropa2, Rádiu City a Radiu Frekvence. Spolupracoval s TV Nova (pořad Snídaně s Novou), vystupuje také v pořadu TOP STAR Magazín. 

## Rodina
Je ženatý a má dvě děti (Lilli a Samuela).

## Divadlo
V letech 1999 až 2004 externě spolupracoval s Národním divadlem.
Později měl angažmá v divadle Radka Brzobohatého v Praze a vystupoval zde např. v inscenacích Vyhazovači, Tančírna a Tři letušky v posteli. 

### Divadelní role, výběr
- 1999 William Shakespeare: Hamlet, Francisco (exter. spolupráce), Národní divadlo, režie Ivo Krobot
- 2000 William Shakespeare: Komedie omylů, Seržant (exter. spolupráce), Stavovské divadlo, režie Enikö Eszenyi
- 2004 Viliam Klimáček: Hypermarket, Model, Dabingový režisér, DJ v kavárně, Bouda, režie Michal Dočekal

## Televize
V televizi vystupuje především v seriálových rolích a jako moderátor.

### Výběr z TV seriálů a filmů
- Ulice, TV seriál, 2005
- Ordinace v růžové zahradě TV seriál, (2008 až 2011, role: Záchranář Radim Novák)
- Bouřlivé víno , TV seriál, 2012
- Vraždy v kruhu, TV seriál, 2015, režie Ivan Pokorný
- Modrý kód, TV seriál, 2017–2020

## Film
Objevil se v různých rolích v řadě českých i zahraničních filmů.

### Filmografie, výběr
- 2002 Hartova válka, režie Gregory Hoblit
- 2009 Veni, vidi, vici, režie Pavel Göbl
- 2022 Jan Žižka, režie Petr Jákl

## Dabing
Zabývá se také dabováním zahraničních filmů, např. Deník Bridget Jonesové nebo Šifra mistra Leonarda. 